# Хронология Осло
Ниже приводится хронология города Осло, Норвегия.

## До XVI века

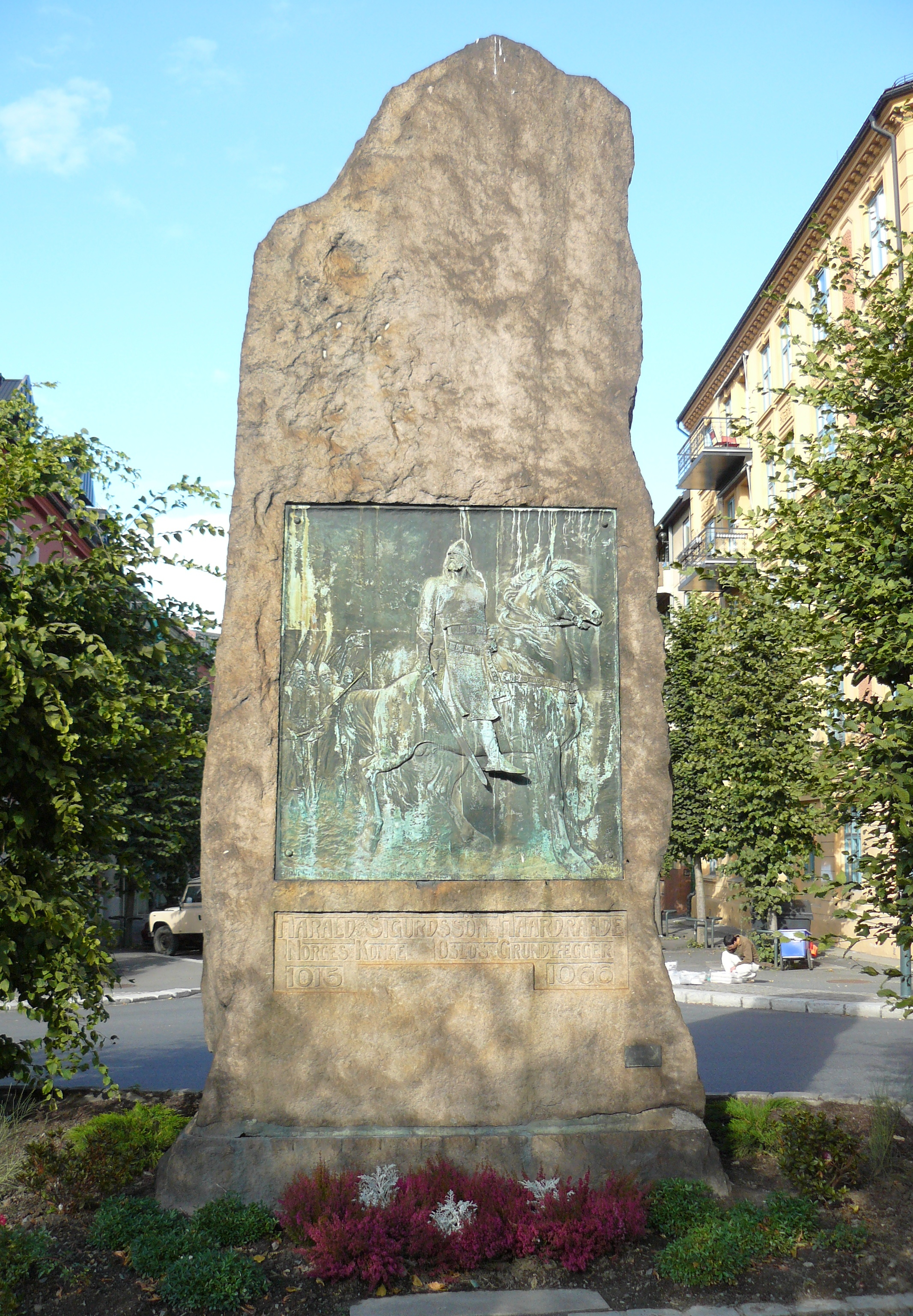
Памятник основателю Осло

- Памятник основателю ОслоПрибл. 1000 год — найдены городские поселения[1] христианские захоронения.[источник не указан 1083 дня]
- 1048 год — упоминание об основании города Харальдом III Суровым[2].
- 1070 год — основание Диоцеза Осло[3].
- 1161 год — Битва при Осло между Хаконом II и Инге I во время гражданской войны в Норвегии[4].
- 1299 год — король Хакон V Святой перенёс в Осло свою резиденцию (что привело к тому, что Осло позже стал считаться столицей во времена Хакона) и начал строительство крепость Акерсхус[1].
- 1308 год — осада города шведами под руководством Эрика Магнуссона[5].
- 1349 год — появление Чёрной смерти[3] — второй в истории пандемия чумы.

## XVI—XIX вв.

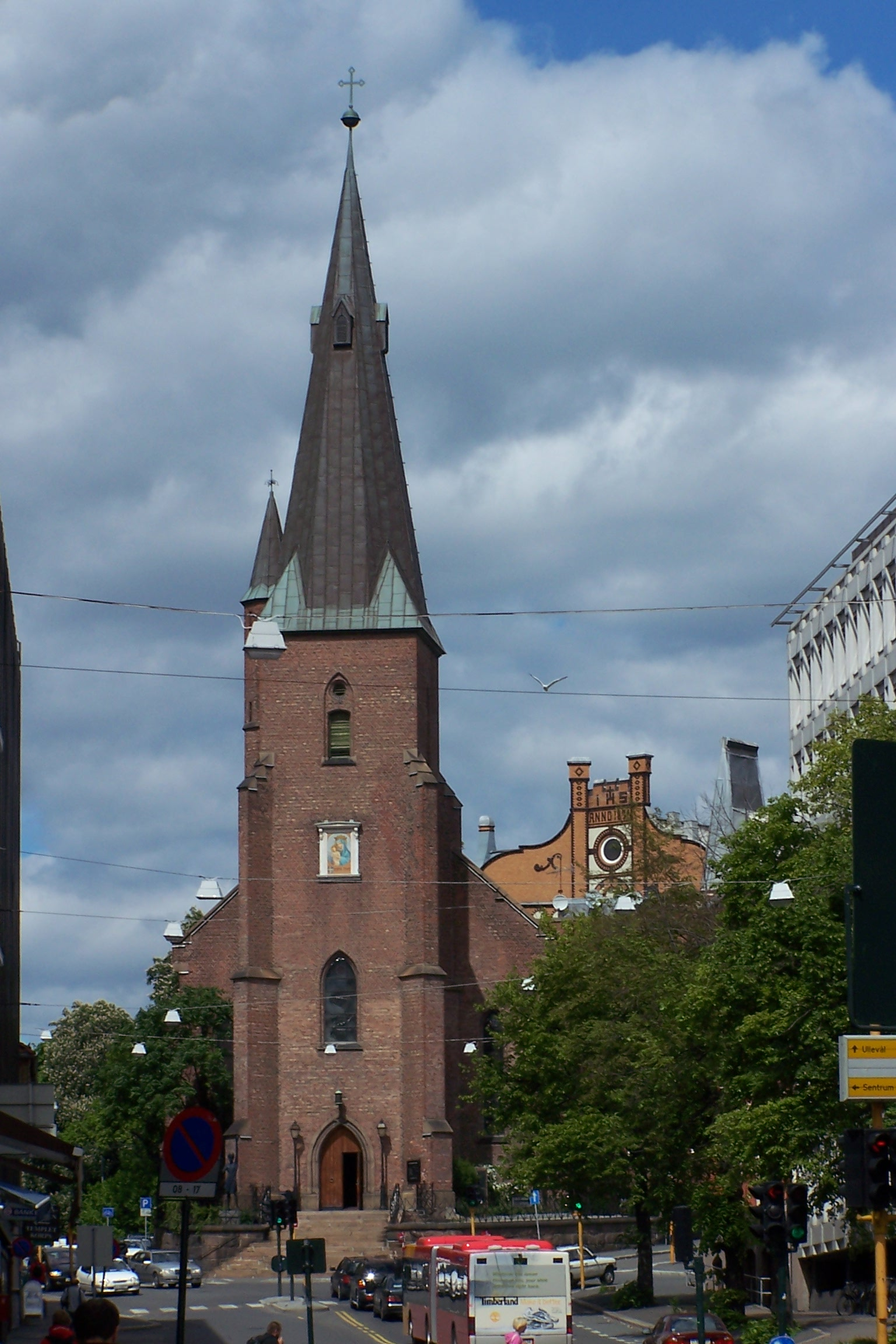
Собор святого Олафа, Осло, Норвегия.

- Собор святого Олафа, Осло, Норвегия.1527 год — крепость Акерсхус сгорел дотла и был перестроен[источник не указан 1083 дня].
- 1567 год — разрушение города в Северной семилетней войне[6].
- 1624 год — трёхдневный пожар, уничтоживший город[3].
- 1694-1697 годы — построен Кафедральный собор Осло[источник не указан 1083 дня].
- 7 августа 1868 года — основана католическая епархия Осло.[источник не указан 1083 дня]
- 1875 год — открытие в Осло трамвайной системы[источник не указан 1083 дня].
- 1877 год[источник не указан 1083 дня] — город был переименован в Кристианию.
- 1892 год — утвержден герб Осло[источник не указан 1083 дня].
- 1899 году— Норвежский национальный театр.

## XX век
- 1924 год — городу вернули первоначальное название Осло[7].
- 9 апреля 1940 года — город был оккупирован фашистской Германией[7].
- 25 сентября 1942 года — налёт британской авиации на Осло в Норвегии, во время Второй мировой войны. Операция провалена[8].
- 1942 год — Холокост в Норвегии[9][10].
- 1948 год — к городу присоединили Акер[3].
- 16 октября 1966 года — открытие метро в Осло[11].
- 1982 год — появление в Осло Дома Блиц.[источник не указан 1083 дня]
- 1993 год — Арабо-израильские соглашения в Осло[12].

## XXI век
- 22 июля 2011 года — теракт в Правительственном квартале Осло[13].
- 25 июня 2022 года — Стрельба в Осло ( «акт исламистского терроризма», направленный на гей-прайд в Осло)[14][15][16].